# アサシン クリード
『アサシン クリード』（英: Assassin's Creed）は、2007年にユービーアイソフト・モントリオールが開発し、ユービーアイソフトが発売したステルスゲーム。アサシン クリードシリーズの第1作目である。略称：ACまたはアサクリ。
プレーヤーは現代人の主人公デズモンド・マイルズとして、彼の先祖で、12世紀末の第3回十字軍遠征時代の凄腕の暗殺者（アサシン）であったアルタイルの人生を追体験し、超古代文明の秘宝を巡るアサシン教団とテンプル騎士団の暗闘に関わる物語が展開される。タイトルの「Assassin's Creed」とは日本語に訳すと「暗殺者の信条」となり、作中に登場する暗殺教団が守るべきとする3つの信条を指す。

## 概要
人混みに紛れて監視の目をくぐり抜けながら、アサシン教団（十字軍時代に活躍した暗殺者集団）の一員アルタイルとして任務を遂行する。第三回十字軍が派遣された12世紀末のエルサレム周辺一帯が舞台。2006年のE3においての「ベストアクションアドベンチャー賞」など数多く受賞している。
本作の最大の特徴は、発売当時の新世代ゲーム機による美麗な映像とオープンワールド型の世界を縦横無尽に駆け回る高いアクション性である。この行動性はフリーランニング（パルクール）と呼ばれるエクストリームスポーツが基礎となっており、壁をよじ登る、僅かな足場から足場へと跳び移る、高所からの落下などの特殊なアクションが採用されている。
本作は重層的な物語構造となっており、主人公のアルタイルの活躍は、厳密にはデズモンド・マイルズの遺伝子から読み取んだ情報を基にして電脳空間で過去の出来事を再現しているものである。物語上、プレーヤーはデズモンドとして彼の祖先であるアルタイルの人生を追体験しているという形になっている。

## プロット
2012年、バーテンダーの青年デズモンド・マイルズは、世界最大の製薬会社でコングロマリットでもあるアブスターゴ社のエージェントによってローマにある本社に拉致される。社内の研究施設にてデズモンドは、ウォーレン・ヴィディック博士と、その助手ルーシー・スティルマンにより、被験者のDNA情報から祖先の記憶を吸い出し、それを追体験できる装置「アニムス」の実験に強制参加させられる。そしてマイルズは第3回十字軍遠征時代の人物アルタイルの青年期を追体験するよう命じられる。
1191年、十字軍の侵攻による戦乱に見舞われているアラブ。アサシン教団に所属し、マスターアサシンの称号を持つアルタイルは、敵であるテンプル騎士団からの秘宝の奪還任務において、その傲慢な性格が仇となり、仲間の一人を死なせ、もう一人は片腕を失うという失態を犯す。直後の教団本部に対するテンプル騎士団の襲撃を防いだ功で処刑は免れるも、教団の長で師でもあるアル・ムアリムは、罰としてアルタイルを最下位の「見習い」階級に落とし、以前の地位と名誉を取り戻す条件として、十字軍遠征による混乱の中で暴虐を行う9人の暗殺を命じる。
当初は標的の9人に個々の繋がりは見えない中、アルタイルは彼らを消していくうちに、全員がテンプル騎士団の関係者で、古代文明の遺物「エデンの果実」（エデンのリンゴ）を手に入れるために共謀していたことを知る。最後の標的であるテンプル騎士団総長ロベール・ド・サブレに一旦は出し抜かれつつも、十字軍の最高指揮官リチャード1世の信用を得たアルタイルは、その御前にてサブレと一騎打ちし、打ち倒す。ところがサブレは死の間際に、ムアリムも協力者であったこと、彼は「エデンの果実」を独占するために他の協力者たちをアルタイルに殺させていたと教える。
教団本部に帰還したアルタイルは「エデンの果実」を用いて幻影を作り出すムアリムと戦い、仕留める。そして果実を破壊しようするが、同様のもの（「エデンのかけら」）が世界中に点在していることを知り、これらを悪用する者から守ることを決意する。
現代パートでは、実は現在も存在していたアサシン教団がデズモンドの身柄を抑えるためアブスターゴ社に襲撃をかけていたが失敗していた。ここでヴィディックは、アブスターゴ社が現在のテンプル騎士団であること、「エデンのかけら」を見つけ出すためにアルタイルの記憶を追体験させていたことを明かす。アブスターゴ社の上層部はもはや用済みとしてデズモンドを殺そうとするが、二重スパイと疑わしきルーシーが上を説得し、追加実験が行われることが決定する。独房に入れられたデズモンドが壁を見ると、アルタイルのタカの眼の能力が逆流し、人類滅亡を予言する奇妙な絵が映し出されたところでゲームは終わる。

## 登場人物
声優は「英語版/日本語吹替版」の形式で表記した（英語版はIMDbによる）。

### アサシン教団
アルタイル（الطائر / aṭ-ṭā'ir, Altaïr Ibn La-Ahad）
声 - Philip Shahbaz/小西克幸
本作の主人公。25歳という若さにして、他の追随を許さぬ実力をもって教団の師範・最高位のアサシンである「マスター・アサシン」にまで上り詰めた優秀なアサシン。アサシン達から一目を置かれる一方で、その実力に胡座をかいた高慢な性格で教団内にも彼に反感を抱く者は少なくない。本作冒頭の秘宝奪還という任務の際、アサシンとしての三信条を全て犯したため、「マスター・アサシン」の位を剥奪され見習いに降格させられてしまう。汚名返上として、9人の標的を暗殺する任務に就くが、やがてその標的達に何らかの繋がりがあることに気付いていく。
アサシンブレードと呼ばれる特殊な刺突用の小刀（左手首に鞘がついており、小指に付けられたリングを引っ張ることで刃が飛び出す仕組み。アサシン達はこれの飛び出しが妨げられないよう皆左手薬指を切り落としている）と剣、ショートブレード、投げナイフで武装している。
顔はフランシスコ・ランデスをモデルとしている。
アル・ムアリム（Al Mualim）
声 - Peter Renaday/屋良有作
アサシン教団の長。アルタイルに9人の暗殺を命じた人物。任務失敗をしたアルタイルを処刑しようとしたが、ある計画のために利用価値を見出し、暗殺の命令を出した。
マリク・アルシャイフ（Malik Al-Sayf）
声 - Haaz Sleiman/小形満
教団に所属するアサシン。秘宝奪還のため、アルタイルと弟のカダールの三人で行動していたが、アルタイルの慢心により失敗。秘宝の奪還にはかろうじて成功したが、カダールは死亡、自身も片腕を失ってしまい、第一線からは退くこととなり、その後はエルサレムの管区長を務めている。アルタイルを憎んでいたが、彼の改心を認め、最終的には友人的存在になった。本作冒頭で彼は他の多くのアサシンのように剣を携行せず、ショートブレードとアサシンブレードのみで武装していた。

### 9人の標的
アル・ムアリムからの命令によりアルタイルが暗殺する要人たち。
タミール（Tamir）
声 - Ammar Daraiseh/堀川仁
アルタイルが最初に暗殺する標的。ダマスカス貧困地区で武器商人を支配する闇商人。暴力を厭わない非情な性格から、業社たちに怖れられている。大量の武器を買いつけて何かを企てている。
ガルニエ・ド・ナプルス（Garnier de Naplouse）
声 - Hubert Fielden/木村雅史
ホスピタル騎士団総長。英国王リチャード1世の命令で、アッカの病院を管理しているが、市民を治療と偽り病院に連れ込み、薬草による人体実験を繰り返している。
タラル（Talal）
声 - Jake Eberle/多田野曜平
エルサレム富裕地区で市民を誘拐して奴隷として売買する奴隷商人。弓を使うことに長けており、部下も多くが弓兵である。アルタイルの存在を知り、罠を仕掛ける。
アブル・ヌクド（ابو النقود, Abu'l Nuqoud）
ダマスカス富裕地区に住む商人。宮殿に住んでおり、豪華なパーティーを開き、財力をひけらかしている。
モンフェラート侯ウィリアム（William of Montferrat）
アッカ富裕地区の砦でリチャード1世に代わりアッカを統治しているが、リチャード1世との間には深い確執がある。
マハド・アッディーン（مجد الدين, Majd Addin）
サラディン不在のエルサレムを統治しているが、エルサレム貧困地区にて公開処刑を行うなど、市民を恐怖で支配している。
シブラント（Sibrand）
チュートン騎士団団長。臆病者でアルタイルが暗殺しに来ると聞き怯えている。
ジュバイル・アル・ハキム（Jubair al Hakim）
ダマスカス中流地区に住む学者。ダマスカスにある書物を焼却して処分している。
ロベール・ド・サブレ（Robert de Sable）
声 - Jean-Philippe Dandenaud/間宮康弘
テンプル騎士団総長。英国王リチャード1世の側近でもある。秘宝を使い新世界を築こうと計画する。エルサレム中流地区にて行われる葬儀に参加しているとされていたが、実際にいたのは影武者（マリア）であり、本物はアルスーフにてマシャフに攻め込む準備を行っていた。

### その他
リチャード1世（Richard the Lionheart）
声 - 内田直哉
イングランド王。獅子心王とも呼ばれる十字軍の指揮者。マシャフへ攻め込もうとする直前に現れたアルタイルに対し、彼の話を聞いた上で、ロベールとの決闘を命ずる。

### 現代
デズモンド・マイルズ（Desmond Miles）
声 - Nolan North/東地宏樹
2012年の世界でバーテンダーを職業とする青年。アブスターゴ社でDNAの中のアルタイルの記憶を吸い出されている。
本作序盤ではアサシンについて知らないと言っているが、実はアサシンの一族である事と現代にも存在している事を知っていた。終盤では過去の記憶と交差している内にデズモンド自身にもタカの眼の能力が備わり始めた（流入現象）。顔はアルタイルと同じくフランシスコ・ランデスがモデル。
ウォーレン・ヴィディック（Warren Vidic）
声 - Phil Proctor/多田野曜平
アブスターゴ社の研究員。遺伝子記憶の研究者であり、ある物を探すために、アニムスを使用してデズモンドから記憶を吸い出している。
ルーシー・スティルマン（Lucy Stillman）
声 - クリスティン・ベル/園崎未恵
ヴィディックの助手。アニムスの開発者でもある。デズモンドに対しては協力的な発言が多い。モデルは英語版の声を演じるクリスティン・ベル。

## アサシンの三信条
アサシンが守らなくてはならない掟
- 「汝己の剣を罪なき者に振るうな」（罪のない者に刃を向けない）
- 「ありふれた風景に溶け込め」（明白な視界に隠れる）
- 「兄弟を危険にさらすなかれ」（仲間に危険を及ぼしてはならない）

## 舞台
- マシャフ - シリアの山岳地帯にあるアサシン教団の本拠地。
- ダマスカス - キリスト教徒とイスラム教徒が争奪戦を繰り広げたシリアの主要都市。
- エルサレム - 史実や本作においても最大の激戦地である聖地。「ダビデの塔」や「嘆きの壁」などの歴史的建造物も再現されている。
- アッカ - イギリスの獅子心王リチャード1世が治める軍事都市。

## スタッフ
- プロデューサー：ジェイド・レイモンド（Jade Raymond）
- クリエイティブディレクター：パトリス・デジレ（Patrice Desilets）
- 開発：ユービーアイソフトモントリオール・スタジオ
- ローカライゼーションディレクター（日本版）：斎木俊介

## 携帯アプリ版
フランスのモバイルゲーム会社、ゲームロフトより『アサシン クリード』のモバイル端末版が配信されている。3Dアクションの本編とは違い、こちらは2Dのベルトスクロール型アクションとなった。シナリオは本編と同じく指定されたターゲットを暗殺し、ミッションをこなしていくというもの。海外では2006年に、日本語版は2007年冬に配信開始された。ユービーアイソフトはライセンス提供・監修という立場での参加で、直接開発はしていない。なお、ゲームロフトはユービーアイソフトの子会社でどちらもフランス系企業である。